# Mỹ Phú, Thủ Thừa
Mỹ Phú là một xã thuộc huyện Thủ Thừa, tỉnh Long An, Việt Nam.

## Địa lý
Xã Mỹ Phú có vị trí địa lý:
- Phía đông giáp thành phố Tân An và các xã Bình An, Bình Thạnh
- Phía tây giáp tỉnh Tiền Giang
- Phía nam giáp thành phố Tân An
- Phía bắc giáp các xã Mỹ An và Mỹ Thạnh.

Xã có diện tích 12,64 km², dân số năm 1999 là 7.264 người, mật độ dân số đạt 575 người/km².

## Hành chính
Xã được chia thành 4 ấp: 1, 2, 3, 4.

## Lịch sử
Xã Mỹ Phú được thành lập vào ngày 14 tháng 1 năm 1983 trên cơ sở tách một phần diện tích và dân số của xã Mỹ An Phú cũ.